# Kalibrační invariance
Kalibrační invariance ve fyzice označuje invarianci teorie pole vůči kalibrační transformaci. Jde o určitý druh symetrie. Kalibrační invariance se poprvé objevila v klasické Maxwellově teorii elektromagnetismu, ukázala se však jako daleko obecnější koncept a podstatný nástroj při sjednocování popisu interakcí v rámci kvantové teorie pole. Stojí tak u základu teorie elektroslabých interakcí (což je kalibračně invariantní teorie s grupou symetrií SU(2)×U(1)) a standardního modelu (grupa symetrií SU(3)×SU(2)×U(1)).
V následujícím popisu budeme pro názornost používat příklad skalárního komplexního pole {\displaystyle \Phi (x)} s Lagrangiánem (resp. Lagrangeovskou hustotou)
{\displaystyle \ L=(\partial _{\mu }\Phi ^{*})(\partial ^{\mu }\Phi )-m^{2}\Phi ^{*}\Phi ={\frac {1}{2}}\partial _{\mu }\phi _{a}\partial ^{\mu }\phi ^{a}-{\frac {1}{2}}m^{2}\phi _{a}\phi ^{a}}
kde
{\displaystyle \Phi ={\frac {1}{\sqrt {2}}}(\phi _{1}+i\phi _{2})} (a=1,2).

## Globální a lokální transformace
Obecně, kalibrační transformace může být buď globální nebo lokální. Příkladem globální transformace může být
{\displaystyle \Phi (x)\mapsto e^{i\lambda }\Phi (x)}
{\displaystyle \Phi (x)^{*}\mapsto e^{-i\lambda }\Phi (x)^{*}}
kde λ je konstanta ({\displaystyle e^{i\lambda }\ \epsilon \ U(1))}, U(1) je Lieova grupa).
Lokální U(1) kalibrační transformaci
{\displaystyle \Phi \rightarrow \Phi '=e^{ie\lambda (x)}\Phi }
vymáha
{\displaystyle \ L=(D_{\mu }\Phi )^{*}(D^{\mu }\Phi )-m^{2}\Phi ^{*}\Phi }
kde
{\displaystyle D_{\mu }=\partial _{\mu }-ieA_{\mu }}
Lokální transformaci
{\displaystyle A_{\mu }\rightarrow A'_{\mu }=A_{\mu }+\partial _{\mu }\lambda (\mathbf {x} ,t)}
je Kalibrační transformaci {\displaystyle A_{\mu }}. Tenzor intenzity elektromagnetického pole
{\displaystyle F_{\mu \nu }} je invariant
{\displaystyle F_{\mu \nu }\rightarrow F'_{\mu \nu }}